# Proasellus montenigrinus
Proasellus montenigrinus là một loài chân đều trong họ Asellidae. Loài này được Karaman miêu tả khoa học năm 1934.